# پای گردو
پای گردو (انگلیسی: Walnut pie) یک پای است که با گردو به عنوان ماده اولیه تهیه می‌شود. می‌توان از گردوی کامل یا خرد شده یا هر دو و گردوی برشته شده استفاده کرد. ممکن است به عنوان پای خامه‌ای تهیه شود و ممکن است شامل شربت افرا، ملاس و دارچین به عنوان مواد باشد. ممکن است با پایه شیرینی که با شربت ذرت، شکر و تخم مرغ تهیه شده‌است، شبیه به پای گردوی آمریکایی آماده شود. ممکن است از شکلات و عسل نیز استفاده شود. پای گردو ممکن است با استفاده از میوه‌هایی مانند کشمش، انجیر، آلو و زغال اخته و غیره تهیه شود. پای گردو ممکن است در دمای اتاق یا گرم شده سرو شود. ممکن است روی آن را با خامه فرم گرفته یا در حالت سرو شود.

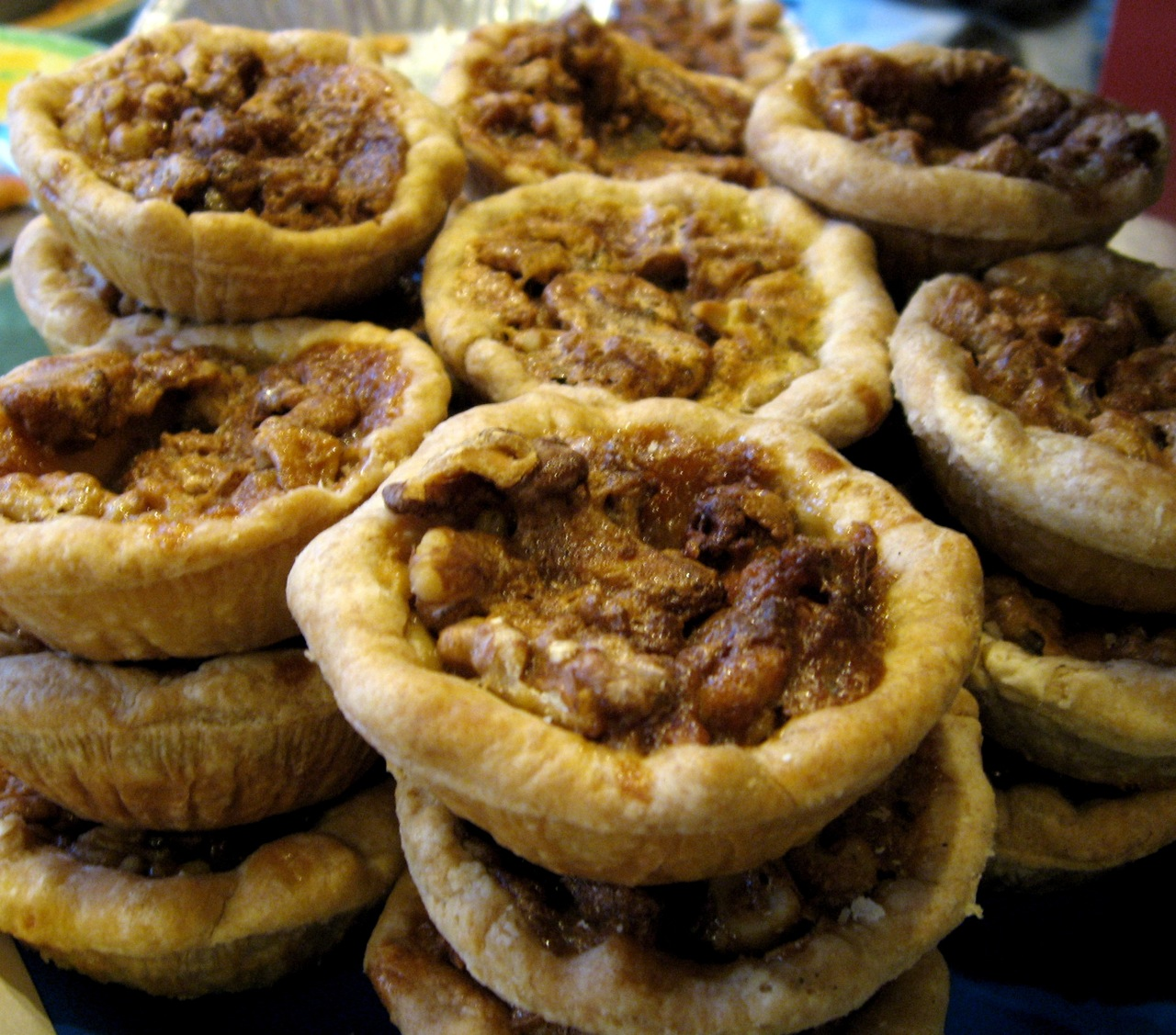
پای گردو
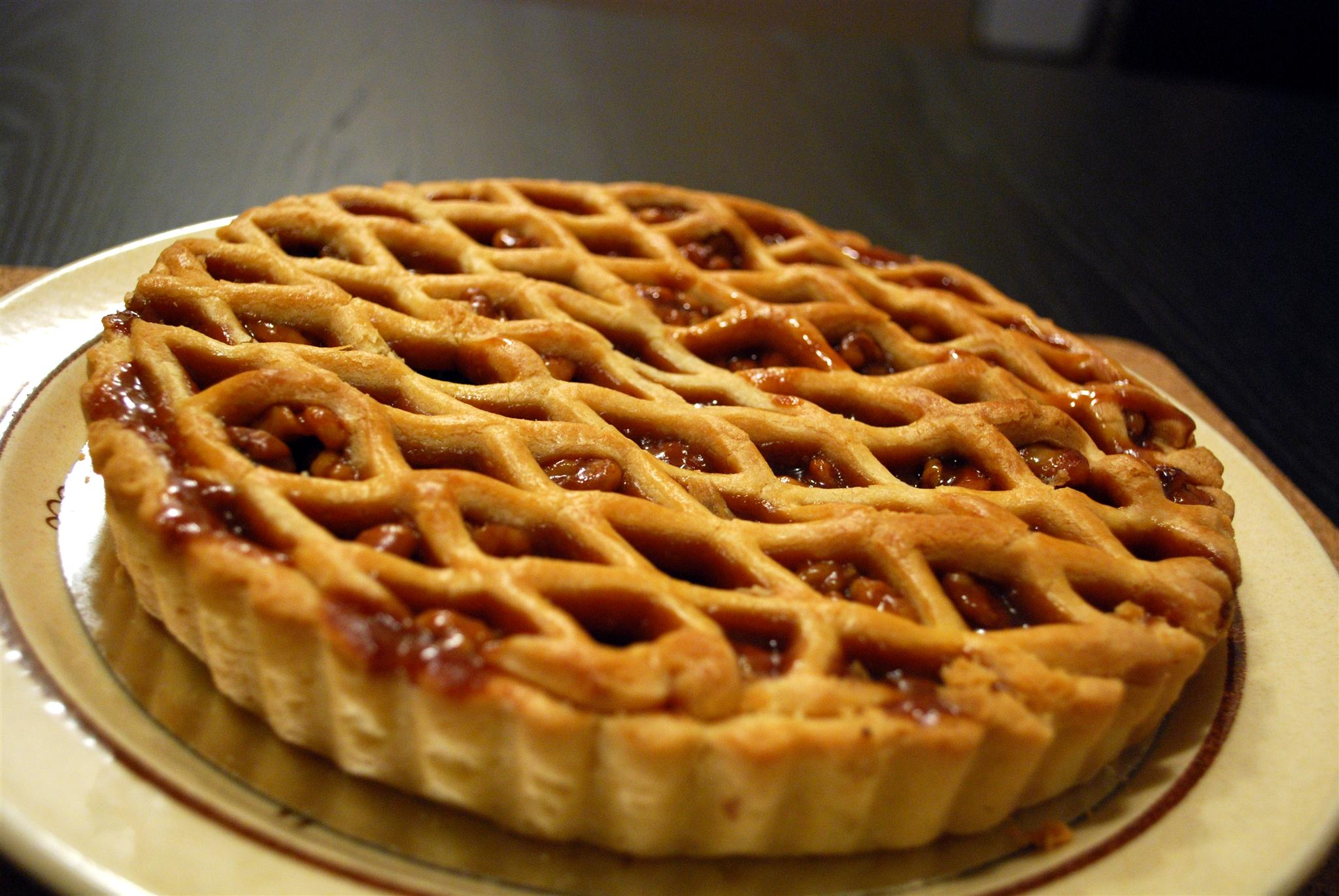
تارت گردویی
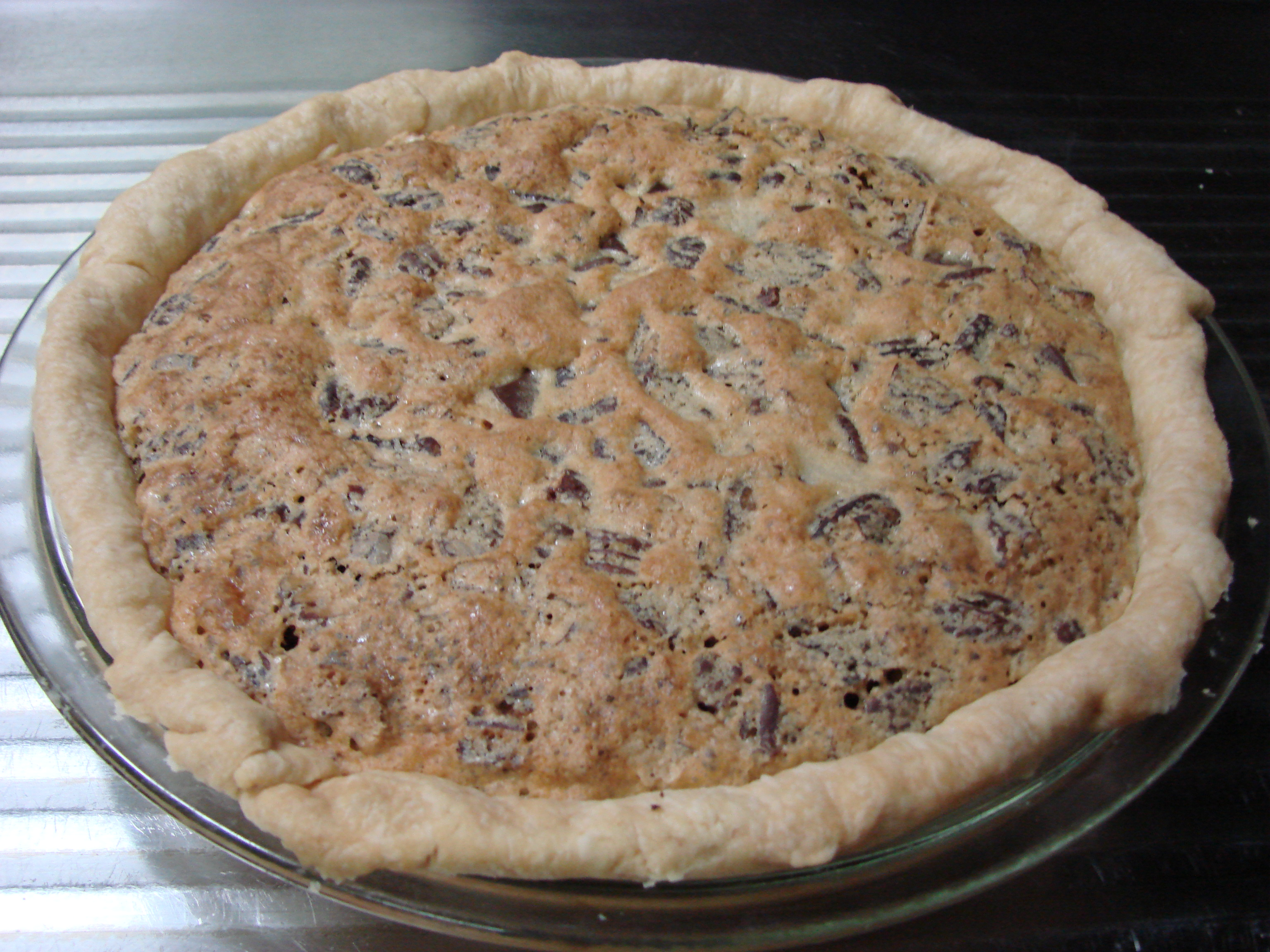
تارت گردویی شکلاتی
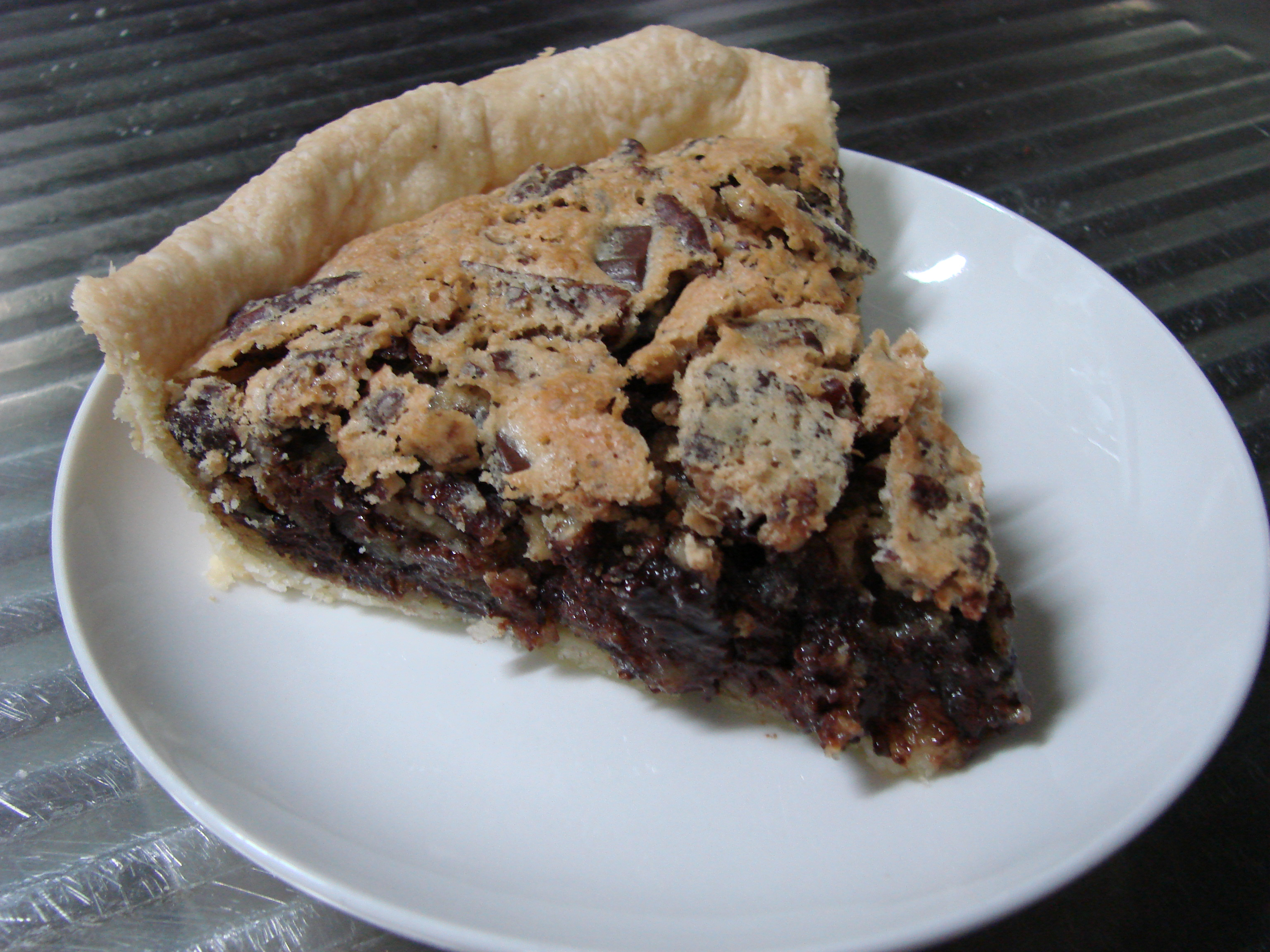
یک تکه از همان پای شکلاتی-گردویی